# Zbigniew Ziobro
Zbigniew Tadeusz Ziobro  (Cracovia, 18 de agosto de 1970) es un abogado, funcionario y político polaco.
En 16 de noviembre de 2015, Ziobro es nombrado Ministro de Justicia y Fiscal General en el gobierno de Beata Szydło.

## Biografía
Hijo de la dentista Krystyna Kornicka y el médico Jerzy Ziobro. Estudió abogacía en la Universidad Jaguelónica. Después ejerció la jurisprudencia en la Fiscalía Provincial de Katowice, diputado y miembro del Consejo Nacional de la Magistratura. 
Fue Ministro de Justicia de Polonia desde 2005 a 2007. 
Ejerció como Eurodiputado por Polonia.
Desde 2001 a 2011 miembro de Ley y Justicia (PiS), partido que fue fundado por Zbigniew Ziobro y en el que estuvo hasta octubre de 2011; desde 2012 al presente de forma parte de Polonia Unida.

En 2006, el semanario Wprost le otorgó el título de personalidad del año.

## Vida privada
Contrajo matrimonio con la periodista Patrycja Kotecka, son padres de dos hijos: Jan Jerzy y Andrzej.